# Біобіо (річка)
Річка Біобіо або Біо-Біо (ісп. Río Biobío) — друга за довжиною річка в Чилі (після річки Лоа). Вона починається від озер Ікалма (Icalma) і Ґаєтуе́ (Galletué) в Андах, та тече 380 км до Арауканської затоки Тихого океану.
Основні притоки — річки Маєко (Malleco) і Лаха (Laja). Басейн річки — третій за розміром в Чилі (після басейнів Лоа і Бейкер). Річка також найширша в Чилі, з шириною 1 км біля гирла. Біля міста Консепсьйон річку пересікає кілька мостів: Залізничний Міст Біобіо (1889), Міст Біобіо (1942), Міст Івана Павла II (1973) і Міст Яколен (Llacolén, 2000).

## Каскад ГЕС
На річці побудовано наступні ГЕС: ГЕС Palmucho, ГЕС Ралко, ГЕС Панге, ГЕС Ангостура.

## Виноски
1. 1 2 3  Cuenca del río Biobío (PDF). Архів оригіналу (PDF) за 13 травня 2015. Процитовано 9 квітня 2008.